# علم الاجتماع السياسي

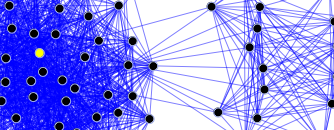

علم الاجتماع السياسي هو أحد الفروع الرئيسية في علم الاجتماع وأكثرها تطورا، فهو مصطلح حديث نسبيا، ظهر في أعقاب الحرب العالمية الثانية ليسد الفراغ الموجود بين علم السياسة وعلم الاجتماع، خلال تقديم المعرفة العلمية للظواهر السياسة، فأصبح من مجالات البحث الهامة في علم الاجتماع
وهو علم يدرس العلاقة بين السياسة والواقع الاجتماعي الذي يعدّ الحاوي للأحداث السياسية وتأثير الأحداث السياسية على البنية الاجتماعية والعكس، فمثلا عند دراسة ظاهرة سياسية كالحرب أو الثورة، يدرس علم الاجتماع السياسي تأثير ذلك على المجتمع، كما يدرس أيضا تأثير البنية الاجتماعية على السياسة فمثلا ظاهرة البطالة والتفكك الاجتماعي واختلال القيم وغياب العدالة الاجتماعية (الظاهرة الاجتماعية) وبين حدوث الثورة أو الحرب (الظاهرة السياسية).
الظواهر السياسية -التي يدرسها علم الاجتماع السياسي- ليست حديثة العهد كعلم الاجتماع السياسى، لكنها أقدم من ظهور علم الاجتماع نفسه حيث إنها قديمة قدم وجود الإنسانية ذاتها، حيث اهتم علماء العلوم الإنسانية الأخرى - مثل الفلسفة والقانون- بدراستها ولكن بشكل محدود، فاتسم علم الاجتماع السياسى وكذلك العلوم السياسية بدراستها بشكل منهجي ومنظم

## نشأة علم الاجتماع السياسي
يرجع نشأة علم الاجتماع السياسي إلى الأزمات التي ظهرت بعد حركات الإصلاح الدينى في ألمانيا على يد مارتن لوثر وكذلك إلى الأزمات التي أعقبت ظهور الثورة الصناعية في أوروبا
موضوعات علم الاجتماع السياسي
تعدّ موضوعات علم الاجتماع السياسي نفس موضوعات العلوم السياسية وتتمثل في
- تفسير البنى الصراعية لمفهوم السلطة.
- تشتغل على أنماط الحكم ومؤسساته.
- مسألة الدولة الحديثة وإشكالية الشرعية.

- تحرر دول العالم الثالث من الاستعمار
- انقسام المجتمع الدولي إلى دول شيوعية وأخرى رأسمالية
- سيطرة الصفوات السياسية الجديدة التي قادت عملية الاستقلال السياسي في دول العالم الثالث
- اتجاه تلك الصفوات السياسية الجديدة في الدول النامية نحو الأيدولويجة الشيوعية أو الرأسمالية
- الصراعات الأيدولوجية بين الصفوات السياسية
- نظريات علم الاجتماع السياسي
- الاتجاه الوظيفي
- الاتجاه الماركسي